# Makura kotoba
Il Makura kotoba è una delle principali figure retoriche della lingua giapponese.
Letteralmente significa parola cuscino perché viene usata per introdurre un successivo termine o un sistema di parole.
È possibile trovarne esempi nel Man'yōshū e nel Kojiki, ma soprattutto nel Kokinwakashū.